# Тележенский сельсовет
Тележенский сельсове́т — сельское поселение в Липецком районе Липецкой области. 
Административный центр — село Тележенка.

## История
В соответствии с законами Липецкой области №114-оз от 02.07.2004 и №126-оз от 23.09.2004 Тележенский сельсовет наделён статусом сельского поселения, установлены границы муниципального образования.

## Население
| 2010 | 2012 | 2013 | 2014 | 2015 | 2016 | 2017 |
| ---- | ---- | ---- | ---- | ---- | ---- | ---- |
| 589  | ↘583 | ↘549 | ↘517 | ↗532 | ↘501 | ↗506 |
| 2018 | 2021 |      |      |      |      |      |
| ↘461 | ↗490 |      |      |      |      |      |

## Состав сельского поселения
| № | Населённый пункт | Тип населённого пункта       | Население |
| - | ---------------- | ---------------------------- | --------- |
| 1 | Ивановка         | деревня                      | ↘47       |
| 2 | Тележенка        | село, административный центр | ↗465      |
| 3 | Хорошевка        | деревня                      | ↗124      |